# Paul Meyer (Politiker)
Paul Meyer-Rottmann (* 28. August 1853 in Rottmannsdorf; † nach 1913) war Rittergutsbesitzer und Mitglied des Deutschen Reichstags.

## Leben
Meyer besuchte die Gymnasien in Danzig und Kolberg und hat seit 1871 Landwirtschaft erlernt. Von 1878 bewirtschaftete er das väterliche Gut Rottmannsdorf, das er 1885 übernahm. Im Kreis Danziger Höhe war er Kreistags- und Kreisausschuss-Mitglied sowie Landschafts-Deputierter im Dirschauer Landschaftskreis.
Von 1893 bis 1898 war er Mitglied des Deutschen Reichstags für den Reichstagswahlkreis Regierungsbezirk Danzig 2 und die Deutsche Reichspartei. Zwischen 1908 und 1913 war er auch Mitglied des Preußischen Abgeordnetenhauses.